# Gadi Eizenkot

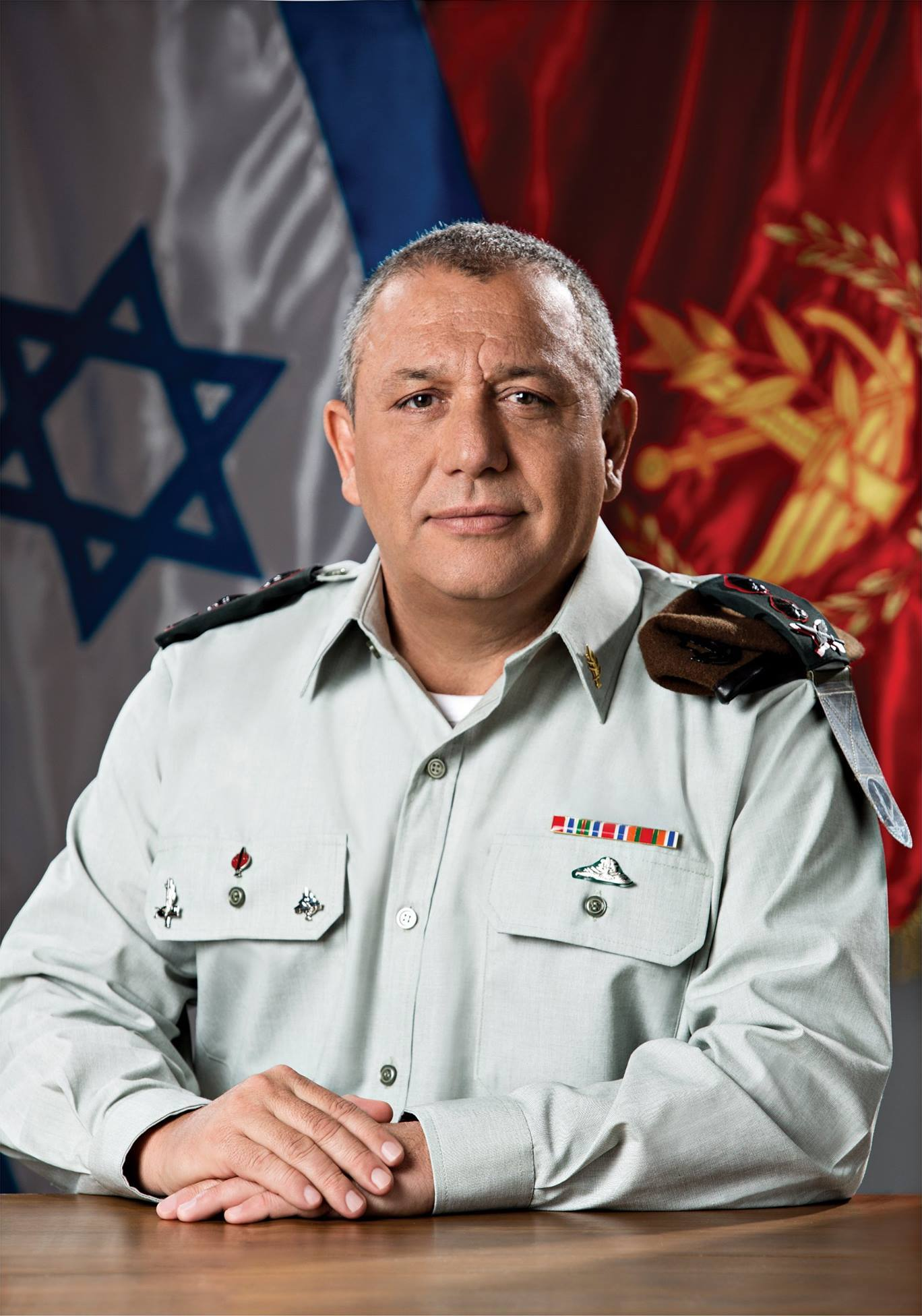
Gadi Eizenkot (2015)

Gadi Eizenkot (hebräisch גדי איזנקוט; * 19. Mai 1960 in Tiberias, Israel) ist ein israelischer Politiker und pensionierter General, zuletzt im Rang eines Rav-Aluf. Von Anfang 2015 bis Januar 2019 war er Generalstabschef (Ramatkal) der Israelischen Streitkräfte. Von Oktober 2023 bis zum Austritt zusammen mit Benny Gantz am 9. Juni 2024 war er Mitglied des parteiübergreifenden israelischen Kriegskabinetts.

## Leben

### Militärische Laufbahn
Gadi Eizenkot wuchs in Israels südlicher Hafenstadt Eilat auf und strebte eigentlich eine Marinelaufbahn an, trat dann aber seinen Wehrdienst bei der Golani-Brigade an, die er später von 1997 bis 1998 kommandierte. Während dieser Zeit studierte er Geschichte und schloss mit einem Bachelor an der Universität Tel Aviv ab. Später erwarb er am United States Army War College einen Master in Strategischen Studien. 
1999 wurde er Militärischer Sekretär des Ministerpräsidenten und des Verteidigungsministers unter Ehud Barak. Bis zu diesem Zeitpunkt hatte er die Amud-Haesh-Division (366. Panzerdivision, einen Reservegroßverband des Südkommandos) sowie die Judäa-und-Samaria-Division kommandiert. Ab Juni 2005 leitete er das Direktorat für Operationen. Nach dem Rücktritt von Udi Adam als Kommandeur des Nordkommandos im Oktober 2006 erhielt Eizenkot dessen Posten.
Am 16. Februar 2015 wurde Eizenkot als Nachfolger von Benny Gantz der 21. Chef des Generalstabes der Israelischen Verteidigungsstreitkräfte (Israel Defense Forces, abgekürzt IDF). Nach der Tötung eines längst ungefährlich gemachten Palästinensers im Zwischenfall in Hebron am 24. März 2016 verurteilte er die Tat. Er verlangte mehr Selbstbeherrschung und sagte: „[Ich möchte nicht], dass ein Militärangehöriger sein Magazin auf ein dreizehnjähriges Mädchen mit einer Schere in der Hand entleert.“ Diese Aussagen führten zu heftigen Gegenreaktionen rechtsgerichteter Minister. Zuspruch erhielt er von Mosche Jaalon. Am 3. April 2016 veröffentlichte er eine Mitteilung an die Soldaten und erklärte seine Verbundenheit mit der Doktrin der „Reinheit der Waffen“, womit ein ideologisch bestimmter Mythos gemeint ist, wonach Israel eine besonders moralische Armee hat.
Am 13. Januar 2019 wurde er in den Ruhestand verabschiedet. Eizenkot ist der Urheber der Dahiya-Doktrin, die den Einsatz „unverhältnismäßiger Gewalt“ und die Zerstörung ziviler Infrastruktur in Gebieten befürwortet, von denen Angriffe gegen Israel ausgehen. Eizenkot wird zugeschrieben, der bezüglich des Umgangs mit Palästinensern im Westjordanland letzte moderate Generalstabschef der IDF gewesen zu sein.

### Politische Laufbahn
Bei der Parlamentswahl 2022 zog Eizenkot als Abgeordneter des im August 2022 gegründeten Parteienbündnisses HaMahane HaMamlachti in die Knesset ein. Als Oppositionsabgeordneter kritisierte er Benjamin Netanjahu für seine Absicht, sicherheitssensitive Ministerposten an politisch weit rechts stehende Hardliner zu vergeben.
Im israelischen Kriegskabinett, das Premierminister Netanjahu am 11. Oktober 2023 bildete, erhielt Eizenkot als Minister ohne Geschäftsbereich den Status eines Beobachters.
Am 18. Januar 2024 äußerte Eizenkot, zu dieser Zeit immer noch Mitglied des Kriegskabinetts, in einem Fernsehinterview öffentlich scharfe Kritik an Netanjahu. Dieser, so Eizenkot, trage die Verantwortung dafür, dass Israel den Angriff der Hamas am 7. Oktober 2023 nicht abgewehrt habe. Die Ziele des seither von Israel im Gazastreifen geführten Kriegs seien nicht erreicht; eine (von Netanjahu als Kriegsziel in Aussicht gestellte) totale Vernichtung der Hamas sei nicht erreichbar. Die Mission Israels in diesem Konflikt bestehe „darin, Zivilisten zu retten, und nicht darin, einen Feind zu töten“. Die Frage des Interviewers, ob die israelische Führung der Öffentlichkeit die Wahrheit sage, beantwortete er knapp mit „Nein“. Weiterhin forderte er Parlamentswahlen, die Netanjahu kurz zuvor abgelehnt hatte.
Eizenkot gilt als entschlossener Verfechter der demokratischen Prinzipien in Israel und auch insofern als politischer Gegner Netanjahus, dem vorgeworfen wird, die Demokratie im Land auszuhöhlen, und dessen geplante Justizreform 2023 zu massiven Protesten geführt hatte. Nach Fortbestehen „bedeutender ideologischer Differenzen“ gab er am 30. Juni 2025 seinen Parteiaustritt und den Rücktritt aus der Knesset bekannt.

### Familie
Gadi Eizenkots Familie stammt aus Marokko, gehört also zu den Mizrachim. Er ist verheiratet und hat fünf Kinder. Sein Sohn Gal Meir diente zunächst bei der Marine und danach ebenfalls in der israelischen Armee und fiel im Dezember 2023 im Alter von 25 Jahren während des israelischen Bodeneinsatzes gegen die Hamas in Gaza bei der Explosion einer Sprengfalle, als er einen Tunnel im Norden des Gazastreifens nahe dem Flüchtlingslager Dschabaliya untersuchte. Einen Tag nach dem Tod seines Sohnes fiel auch ein 19-jähriger Neffe Eizenkots im Gazastreifen. Diese familiären Unglücke sind auch politisch relevant, insbesondere weil Eizenkot damit im Gegensatz zu seinem politischen Rivalen Benjamin Netanjahu steht, dessen Sohn Yair seit Kriegsbeginn im Oktober 2023 im Ausland blieb und nicht zum Kriegsdienst eingezogen wurde.